# رالف روبرتسون
رالف روبرتسون (بالإنجليزية: Ralph Robertson)‏ هو لاعب كرة قدم أسترالية أسترالي، ولد في 31 أغسطس 1881 في Aylestone ‏ في المملكة المتحدة، وتوفي في 11 مايو 1917 في أبو قير في مصر.

## وصلات خارجية
- رالف روبرتسون على موقع AustralianFootball.com (الإنجليزية)
- رالف روبرتسون على موقع AFLtables.com (الإنجليزية)